# 国立ハリケーンセンター
国立ハリケーンセンター （こくりつハリケーンセンター、英語: National Hurricane Center; NHC）は、フロリダ州マイアミのフロリダ国際大学敷地内にあり、北東太平洋および北大西洋で発生するハリケーンに関連する気象現象の追跡および予測業務を任務とするアメリカ国立気象局の一部門である。TAFB（熱帯解析・予報支局）がこの海域を対象とする予報を日常的に発表している。
大西洋および太平洋のハリケーンシーズンの間は、ハリケーン専門家班 (Hurricane Specialists Unit) が北東太平洋および北大西洋海域の熱帯気象に関する概況を逐次発表する。36時間以内にトロピカルストームやハリケーンが発生するような状況が予測された場合、NHCは適宜メディアやNOAAウェザーラジオを通じて、注意勧告や警報を発する。NHCはアメリカ合衆国の一機関であるが、世界気象機関はこれを北大西洋と東太平洋におけるRSMC（地域特別気象中枢）に指定している。このように、NHCはこの海域で発生する熱帯低気圧に関する情報を米国内外に発信する情報センターとしての役割も担っている。万一、センターの電力供給に支障が生じたり、何らかの理由で任務遂行が不可能な状況に陥ったりした場合は、中部太平洋ハリケーンセンターが北東太平洋、水文気象予測センターが北大西洋における熱帯気象の概況把握・予報発表等の業務をそれぞれバックアップする体制をとっている。

## 沿革
国立ハリケーンセンターは1898年12月19日にウィリアム・マッキンリー大統領（当時）がハリケーン警報網を構築するために気象局 (Weather Bureau、現NWS) の設置を宣言したことに始まる。通信技術と予報技術が発達するにつれて、ハリケーンの警報発表に係る業務は最終的に気象局マイアミ測候所に集約された。
1953年の大西洋ハリケーンシーズンより、米国気象局はトロピカルストーム級に達したハリケーンに人の名前を命名するようになった。これは（1950年～1952年のハリケーンシーズンに係る）3カ年計画を経て、ICAOスペリングアルファベットに置き換えられた。当初、これらのハリケーンには女性の名前のみが使用されたが、男女同権に反するとした抗議等により、1979年のハリケーンシーズンより女性名に加えて男性名も使用されるようになった。世界気象機関は現在、これらの年間リストを作成し、管理している。ハリケーン名に用いられる名前は、致命的な被害を及ぼしたもの等の著名なものを除いて、6年間で一巡する。
マイアミ測候所は1967年に国立ハリケーンセンターとして設計され、周辺で発生する大西洋のハリケーンに係る予報業務を委託された。他にはニューオーリンズとボストンの測候所が1980年代に至るまでハリケーンの警報業務を扱った。1984年、NHCは気象局の測候所から分離・独立し、マイアミ担当の気象学者はハリケーンセンター局長の地位から外れることとなった。1988年までに、NHCはそれまでサンフランシスコの東部太平洋ハリケーンセンター（のちに廃止）が担当していた東太平洋のハリケーンに係る予報業務も担うようになった。
1992年、ハリケーン・アンドリューは当時NHCの施設が入っていたゲイブルズ・ワン・センターの屋上に設置されていたWSR-57型気象レーダーと風力計を吹き飛ばした。レーダーはNEXRADシステムのWSR-88D型に置き換えられた。1995年、NHCはフロリダ国際大学のキャンパス敷地内に新たに建設されたハリケーン対応施設へと移転した。この新施設は 210 km/h (130 mph) の暴風にも耐えられるように設計されている。2021年3月現在、国立ハリケーンセンターの局長はケネス・グレアムである。

### 歴代局長
- ゴードン・ダン (1965–1967)
- ボブ・シンプソン (1967–1973) - サファ・シンプソン・ハリケーン・スケールの共同考案者
- ネイル・フランク (1973–1987) - 任期中はNHCとメディアの連携強化に尽力
- ボブ・シーツ (1987–1995)
- ボブ・バーピー (1995–1997)
- ジェリー・ジャレル (1998–2000)
- ブリット・マックス・メイフィールド (2000–2007)
- ザビエル・ウィリアム・プロエンザ (2007)[5]
- エドワード・ラッパポート (2007–2008)
- ビル・リード (2008–2012)
- リチャード・クナッブ (2012-2017)
- エドワード・ラッパポート (2017-2018)
- ケネス・グレアム (2018-)

## ハリケーン専門家班
NHCのハリケーン専門家班 (HSU; Hurricane Specialists Unit) は、トロピカルストームの動きを予測する気象学者の幹部集団である。専門家らは5月から11月までの半年間、8時間毎の交代勤務で大西洋と東太平洋海域における天候パターンを監視する。ハリケーンあるいはそれに準ずる熱帯低気圧が形成されると、それが進路をとっている間、必ず6時間毎に注意報を発表する。一般向けの注意報は当該熱帯低気圧がトロピカルストーム級あるいはハリケーン級へと成長して陸上の安全を脅かすおそれがあると予想された場合、より高い頻度で発表される。専門家らはハリケーンの影響が及ぶ周辺各国で気象予報・勧告を担当する機関とも協力している。個々の専門家は通例、予報や注意勧告の文書に個人のラストネーム（姓）を署名するが、他のNHC職員のメンバーと共同で声明を発表することもある。
ハリケーンシーズンの間、HSUは熱帯地方の中でトロピカルサイクロンが発生するおそれのある地域の特定に役立てる為、熱帯気象概況 (Tropical Weather Outlook) の作成および発表を日常業務とする。もしも定められたハリケーンシーズンの期間外に系が発生した際には、特別な熱帯気象概況3～7日先の熱帯地方の予想気圧図を用いて6～7日先にその存在が予想されるトロピカルサイクロンの地点を特定するため、水文気象予測センターと国立ハリケーンセンターの間で毎日17時 (UTC) に日課の調整が行われる。発生の確実性が不十分なトロピカルサイクロンは図上の当該地点の周囲に気圧線は描かれず「スポット・ロー (spot lows)」とのみ記され、確実性がある場合は（通常の熱帯低気圧のように）閉じた等圧線で描かれる。
ハリケーンのシーズンオフ時は、専門家らは一般受けの教育活動に従事している。

## 熱帯解析・予報支局

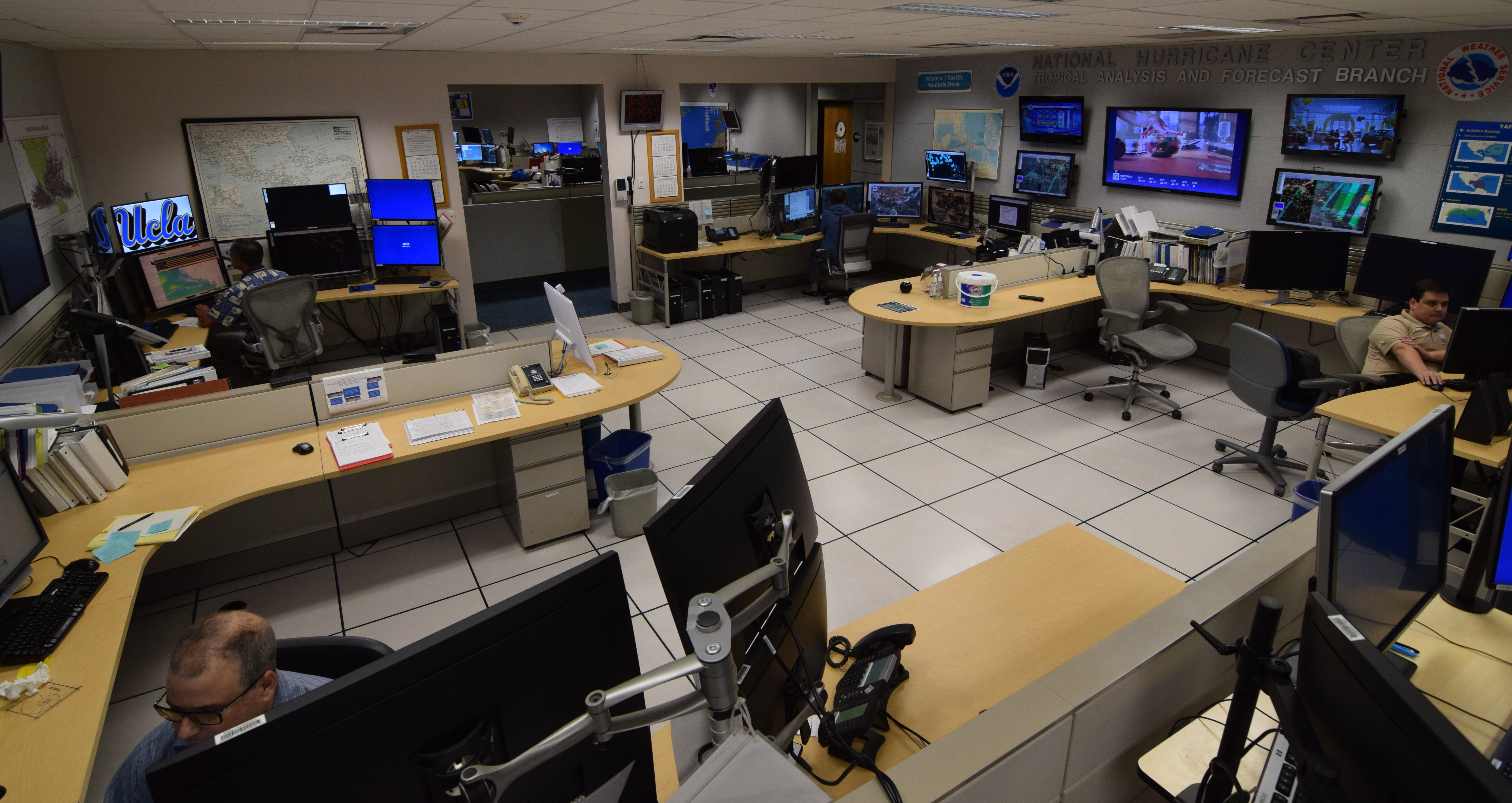
国立ハリケーンセンター内にある熱帯解析・予報支局の司令室の様子

熱帯解析・予報支局 (TAFB; Tropical Analysis and Forecast Branch) 、旧・熱帯解析・予報班 (Tropical Satellite Analysis and Forecast unit)はフロリダ州マイアミにある国立ハリケーンセンターの一部門である。大西洋および太平洋の外洋域における気象現象の熱帯部門の解析および予報業務を担う。前述のハリケーン専門家班 (HSU) とは異なり、TAFBは年間を通じて常勤の職員により組織されている。TAFBは他に、衛星からデータを基にしたトロピカルサイクロンの位置特定および規模の推定や、トロピカルサイクロンに係るWSR-88Dレーダーの運用、予報支援、メディア報道支援、運用上の総合的な支援である。

## 研究
トロピカルサイクロンに関する年間活動の一部として、NHCは大西洋および東太平洋海域で発生した個々のトロピカルサイクロンについて、それぞれ個別にレポートを発行しており、1958年から1988年までの分が利用できる。これらのレポートは各トロピカルサイクロンの大まかな推移、気象学的な統計、死傷者数等の被害状況、最良の追跡データによる最終分析結果を要約している。1999年までは、このレポートはPreliminary Reports（予備レポート）として知られていた。
また、NHCはすべてのトロピカルサイクロンについての年間報告、トロピカルサイクロンに関する注意勧告の一式全て、AMS発行のMonthly Weather Reviewに掲載された関連する古い資料のデジタルコピー、公式なトロピカルサイクロン・データベースのHURDATを含む、大西洋と太平洋のハリケーンに関するアーカイブスおよび気候学的な統計を管理・維持している。